# Lenzei

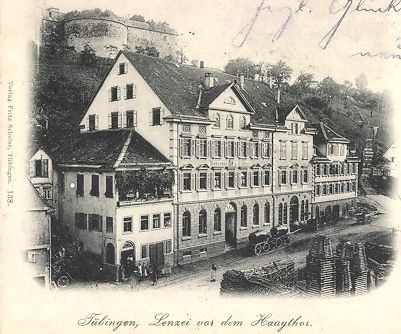
Lenzei vor dem Haagtor, im Hintergrund das Schloss Hohentübingen

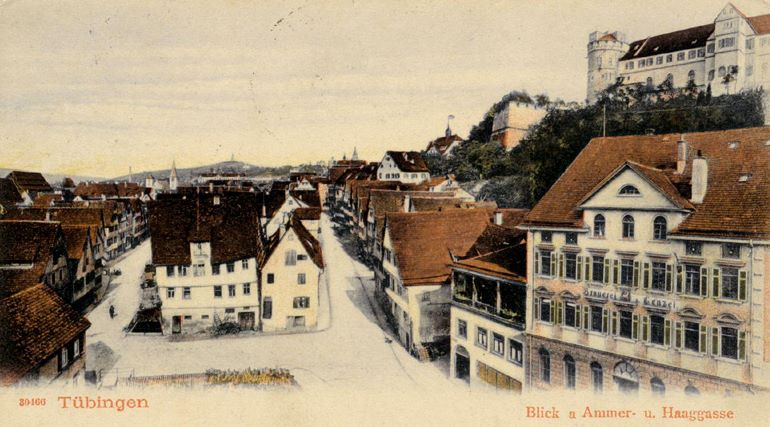
Vorne rechts die Brauerei Lenzei, im Hintergrund links die Ammergasse und rechts die Haaggasse

Die Lenzei ist eine nach der Familie Lenz benannte ehemalige Brauereigaststätte in Tübingen. Das Gebäude befindet sich Vor dem Haagtor 1.

## Geschichte des Gebäudes
Die Geschichte des Gebäudes ist eng mit dessen Wirten und deren Familien verbunden:

### Rosine Lenz
Rosine Lenz war die Ehefrau des Schreinermeisters Johann Gottlieb Lenz (1781–1828). Nach dem frühen Tod ihres Mannes blieb sie mit fünf Kindern und dem noch nicht abbezahlten Haus, in dem die Familie wohnte und wo sich die Schreinerei befand, in der Tübinger Hirschgasse (heutige Hausnummer 1). Um sich und die Kinder ernähren zu können, eröffnete sie in der ehemaligen Schreinerei in den 1830er Jahren eine Schankwirtschaft, die nach ihr den Namen „Lenzei“ erhielt. Dank der Lenzei schaffte sie es, das Haus schuldenfrei zu bekommen und ermöglichte ihren beiden Söhnen eine Ausbildung. Gottlieb Lenz, der älteste Sohn, lernte Bierbrauer, und Gustav Lenz ging aufs Polytechnikum nach Stuttgart.

### Gottlieb Lenz
Gottlieb Lenz gründete in den 1840er Jahren außerhalb der Stadtmauer Vor dem Haagtor (heutige Hausnummer 1) eine Brauerei, die anfangs den Namen „Neue Lenzei“ erhielt und heute umgangssprachlich „Lenzei“ genannt wird. Auch Gottlieb Lenz starb früh: 1866. Seine Witwe Karoline verpachtete die Gaststätte und die Brauerei zunächst an die Brüder Kommerell. Sie selbst aber blieb Eigentümerin. 1875 übernahmen ihr Sohn Adolf Lenz und ihr Schwiegersohn Wilhelm Henssler die Brauerei und Gastwirtschaft und betrieben sie weiter. Bis Ende der 1890er Jahre braute die Familie Lenz in den drei nebeneinander liegenden Gebäuden mit den Hausnummern 1/1, 1/2 und 3.
1848 wurde die Theologengesellschaft Herzynia, eine Verbindung katholischer Theologiestudenten, anstelle einer früheren „Lenzeigesellschaft“ gegründet. Hercynia Tübingen hatte einen Couleurraum in der Lenzei. Als die Volksbank Tübingen von 26 Tübinger Bürgern 1886 gegründet wurde, fand sie ihren ersten Sitz in der Lenzei. Die Studentenverbindung Guestfalia war dort ebenso gerne zu Gast, bevor sie 1899 beschloss, ein eigenes Haus auf dem Österberg zu bauen.

### Gustav Lenz
Gottliebs Bruder, Gustav Lenz (* 1826 in Tübingen; † 1867 ebenda), war wahrscheinlich an der Märzrevolution von 1848 in Südwestdeutschland beteiligt. Im Mai 1848 reiste der 21-Jährige im spartanischen Zwischendeck eines Auswanderer-Segelschiffs von Antwerpen nach New York.
Nach seiner Emigration schlug er sich in New York als Maschinenbauer durch und berichtete über seine Erlebnisse in heute noch erhaltenen Briefen an seine Mutter, Rosine Lenz, sowie an seine Schwester, (Karoline) Marie Lenz (1825–1900), die 1851 Christian Heinrich Erbe (1821–1902), den Firmengründer der Firma Erbe Elektromedizin, heiratete.
Der Briefwechsel mit seiner Familie aus den Jahren 1847 bis 1853 belegt, dass Gustav Lenz in New York nicht zufrieden war. Insbesondere die Suche nach einem Arbeitsplatz war für ihn weitaus schwieriger als erwartet. „Vielen Deutschen blüht hier ein sehr trauriges Loos“, schrieb Lenz am 20. März 1849. „Man kann hier allein ein paar Tausend solcher Unglücklichen zählen, welche sich von gar nichts anderem nähren, als dass sie Lumpen und Beiner auf den Straßen sammeln.“
1851 kündigte er seiner nach wie vor in Tübingen lebenden Mutter an, dass er zurückkehren werde, sobald sich in Deutschland das „dunkle Gewölke“ vom „politischen Himmel“ verzogen habe. Da er sehr hart arbeitete, ohne eine echte Aufstiegschance für sich zu erkennen, war er wenig motiviert, „lange den Capitalisten meine Kräfte anzubieten“. 1855 kehrte er gemütskrank nach Tübingen zurück und lebte wieder bei seiner Mutter.

### Adolf Lenz
Adolf Lenz, der Sohn von Gottlieb und Karoline Lenz, und sein Schwager Wilhelm Henssler, die die Brauerei seit etwa 1875 führten, beantragten 1897 bei der Stadt Tübingen die Erlaubnis zur „Wasserentnahme an der Ammer zur Kühlung eines Kondensators“. Kurz darauf, im Jahr 1900, wurde die Brauerei aus dem städtischen Gewerbesteuerkataster gestrichen, da kein Lenz-Bier mehr gebraut wurde und das Gasthaus sein Bier fortan von den „Vereinigten Brauereien Stuttgart-Tübingen“ im Waldhörnle bezog.

### Weitere Besitzer
1906 übernahm die Bachnersche Brauerei AG Tübingen-Stuttgart das Gebäude, 1912 wurden die Vereinigten Brauereien (VB) Stuttgart-Tübingen deren Nachfolger.
Der Geschäftsführer und Mitbesitzer in dieser Zeit war Wilhelm Henssler. Sein Sohn Hermann Henssler, der offenbar in der Lenzei Bierbrauerkunst lernte, ging noch vor dem Ersten Weltkrieg nach Tsingtao – damals in dem deutschen Schutzgebiet –, wo er in der Brauerei Germania als Kellermeister und Brauführer arbeitete. Er verbrachte in Asien wohl mehr als 10 Jahre – teilweise in japanischer Kriegsgefangenschaft – bevor er nach Deutschland, zunächst nach Tübingen, zurückkehrte. 1912 kam es zu einer turbulenten Situation in der Lenzei, als der Versuch Tübinger und Reutlinger Arbeiter, in der Lenzei einen Jugendbildungsverein der Tübinger Arbeiterschaft zu gründen, durch polizeiliches Einschreiten unterbunden wurde.
Dem zwielichtigen Gaststättenpächter Hans Claß wurde 1921 die Konzession entzogen, weil er laut Akten ein illegales Bordell betrieben haben soll: „Es liegen Tatsachen vor, die die Annahme rechtfertigen, dass die Claß’schen Eheleute ihr Gewerbe zur Förderung der Völlerei und Unsittlichkeit mißbrauchten.“
Das störte den „Altherrenverband“ der katholischen Studentenverbindung „Cheruskia“ nicht, der 1922 die „Lenzei“ – als Kneiplokal mit einem Chargenzimmer nebst Spiel- und Empfangszimmer im 1. Stock nutzte. Die Mitgliederzahl nahm stetig zu. Durch die hohe Aktivenzahl wurde der Gedanke an einen Hausneubau stärker, da die Räumlichkeiten in der Lenzei nicht mehr ausreichend Platz boten. Die Verbindungsära endete im Jahr 1936, als die Cheruskia vorübergehend aufgelöst werden musste und nach dem Zweiten Weltkrieg auf dem Österberg ein neues Haus baute.
In den 1920er Jahren betrieb der Fotograf Eugen Rühle sein Atelier in einem Raum in der Lenzei.

### Gustav Nufer
Gustav Nufer, ein ehemaliger Zimmermann, war der Wirt der „Lenzei“ in der Kriegs- und Nachkriegszeit. Nufer hatte zuvor seit 1919 das Gasthaus „Haagtor“ in der Tübinger Haaggasse 34 betrieben. Er kaufte die „Lenzei“ und bekam die Konzession, weil er urkundlich auf die Schankerlaubnis in der Haaggasse verzichtete. Nufer führte die „Lenzei“ mit „Bürgerküche“ bis 1956 mit einer zweiwöchigen unfreiwilligen Schließung im September 1941, nachdem er „zehn bis zwölf HJ-Angehörige“ mit Alkohol und Zigarren bedient hatte. Die „jugendlichen Hitlerjungen“ waren nach einer Feier im Tübinger Gasthaus zum Schlachthof gegen Mitternacht in die „Lenzei“ weitergezogen und dort bewirtet worden.
Von 1956 bis 1964 wurde die Gaststätte am Haagtorplatz von Gustav Nufers Tochter Ella Alix und ihrem Mann Jean betrieben. Danach verpachtete die Familie die Gaststätte an Richard Lorenz oder Dieter Kehrer, die gutbürgerliche Küche anboten, und später an auf italienische Küche spezialisierte Wirte wie Antonio Russo.

## Kino

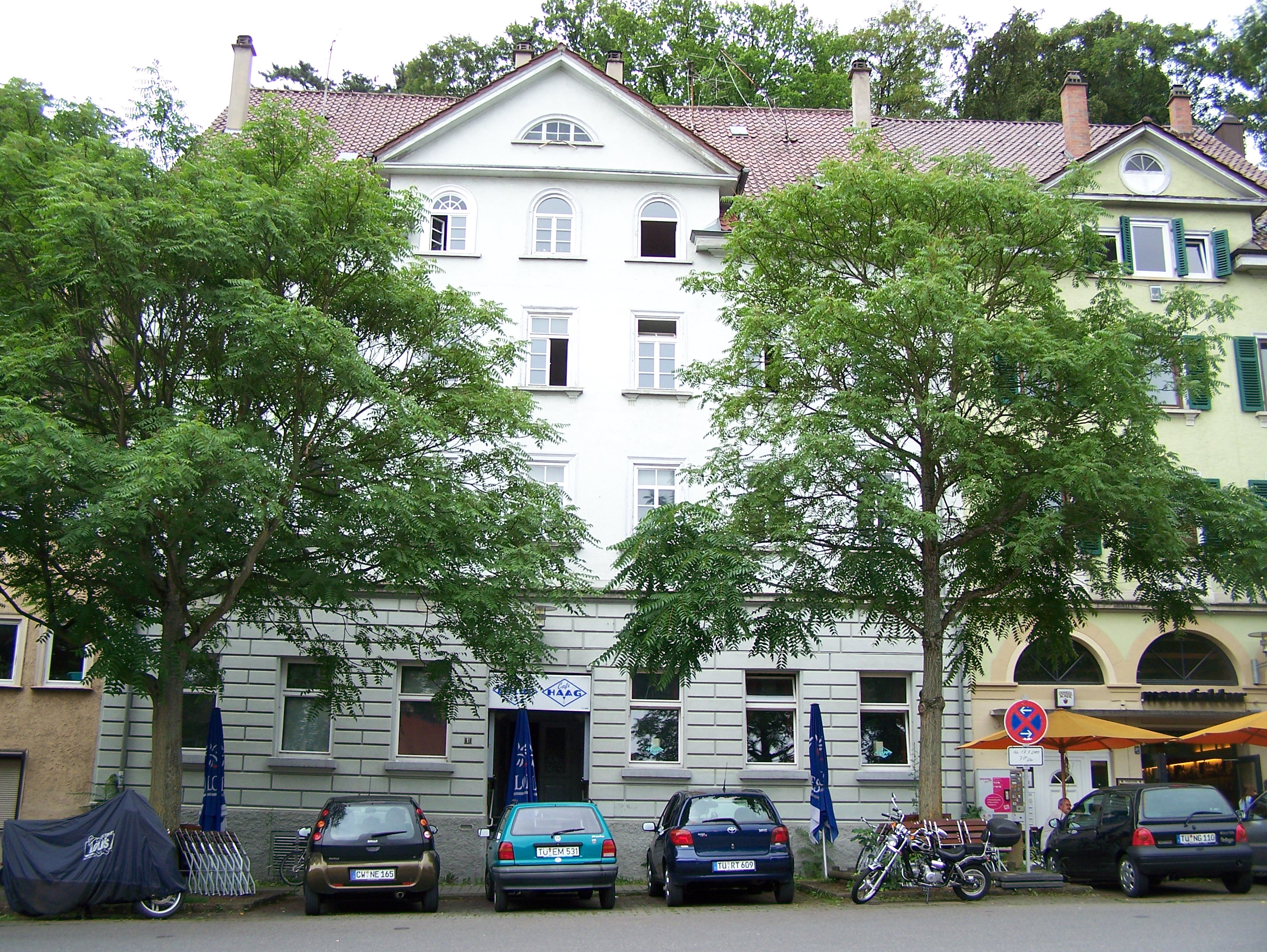
Café Haag und Kino Atelier in der ehemaligen Lenzei

Bereits 1919 hat Robert Metzger in den Nebenräumen des Gasthauses Lenzei das Kino „Kammer-Lichtspiel-Theater“ eröffnet. Damals hatte das Kino, dessen Name zu „Kammer-Lichtspiele“ vereinfacht wurde, fast 200 Sitzplätze. Robert Metzgers Nachfolgerin war ab 1930 für nur wenige Jahre bis 1934 offenbar seine Tochter Maria Arhelger-Metzger. Nach 1934 war das Kino ungenutzt.
1953 hat Mathilde Mayer – wiederum eine Frau – das Kino, das mit neuen Sitzen ausgestattet wurde, neu eröffnet. Ihre Anzahl wurde auf 165 verringert. In dieser Zeit führte das Kino den Namen Filmtheater Am Haagtor. 1968 wurde das Kino von den Vereinigten Lichtspielen Lamm unter Kurt Lamm übernommen und nur wenige Jahre bis 1971 weitergeführt. Nach dieser kurzen Ära blieb das Kino bis 1984 geschlossen.

### Stefan Paul
Stefan Paul gründete 1974 das Kino „Arsenal“ in der Hinteren Grabenstraße und 1975 den Arsenal Filmverleih. 1984 eröffnete er in dem alten aber völlig neu gestalteten Kinoraum in der Lenzei ein Kino mit dem neuen Namen „Atelier“. Das Kino mit 80 Sitzplätzen war bis zu dessen Schließung am 26. Februar 2024 das Schwesterkino des Kinos „Arsenal“. Der Besuch des Kinos ermöglicht einen Blick in die Projektionskabine. Die ehemalige Gaststube der Lenzei wurde von Stefan Paul als „Café Haag“ im Stil eines amerikanischen Diners eingerichtet und hatte anfänglich avantgardistische Toiletten, die allerdings nicht beibehalten wurden. Die Kino-Karten gibt es an der Theke des Cafés.